# Psammoclema nicaense
Psammoclema nicaense är en svampdjursart som först beskrevs av Gustavo Pulitzer-Finali och Pronzato 1981.  Psammoclema nicaense ingår i släktet Psammoclema och familjen Chondropsidae.
Artens utbredningsområde är Italien. Inga underarter finns listade i Catalogue of Life.